# Iprokrolol
Iprocrolol je beta blokator that was never marketed.